# Amphiura borealis
Amphiura borealis is een slangster uit de familie Amphiuridae.
De wetenschappelijke naam van de soort werd in 1872 gepubliceerd door Georg Ossian Sars.